# 佐藤龍雄
佐藤龍雄（日语：／ Satō Tatsuo，1964年7月7日—），日本男性動畫演出家、動畫導演。出身於神奈川縣中郡大磯町。A型血。
早稻田大學法學院畢業。代表作是擔任導演的《伊沙米大冒險》、《機動戰艦撫子號》、《學園戰記無量》、《貓湯》、《宇宙學園Stellvia》、《猛烈宇宙海賊》及《輪迴的拉格朗日》。

## 來歷、人物
佐藤龍雄在高中時期是一名頂尖的田徑運動員，但在高2的時候受傷。至早稻田大學法學院就讀期間一直做復健，因此他在朋友邀請下加入動畫研究會，成為本身之後在動畫業界發展的基石。前面提到佐藤龍雄是個運動員，所以在製作動畫之外的時間，運動對他來說至今是不可欠缺的，一方面從運動員時期開始也對精神上的思考之訓練相當重視。根據本人表示，其他動畫師或演出家見到他的第一印象就是一名運動員。
1986年早稻田動畫研究會時期曾自主製作。大學畢業後，佐藤開始在動畫公司亞細亞堂上班，從擔任動畫一職起家，後升任演出助手，至1989年成為演出家出道。然後以1994年播出的電視動畫《小紅帽恰恰》獲得注目，並與大地丙太郎、櫻井弘明3人一起被稱為。此外，他與大地、櫻井至今一直有很深的交情。1995年電視動畫《伊沙米大冒險》是佐藤擔任導演的處女作，1997年退出亞細亞堂，從此以自由身活動。2001年，其執導作品《貓湯》獲得第5屆日本新媒體動漫藝術節動畫部門優秀獎、蒙特婁奇幻電影節最優秀短篇獎與影評人獎。
2005年，佐藤在自己的官方網站上宣布，取消《機動戰艦撫子號》和《宇宙學園Stellvia》續集的製作。至於原因並沒有多說，只是說《機動戰艦撫子號》和《宇宙學園Stellvia》本身沒有問題。

## 表現、製作風格
當導演的作品大多屬於動畫原創，播映之後進行漫畫化或小說化（因此與大地丙太郎和櫻井弘明的執導作品數量相比，佐藤的作品不多），但是因為作品的登場角色相當多而眾所周知。其特徴是科幻類型作品融入了濃厚的日式氛圍。負責演出時經常使用類似電影拍攝的真實感，分出靜態與動態的表現。還有在自己擔當原作、或者改編非本人原作作品時，經常使用毛筆書法設計標題。另外，《機動戰艦撫子號》的製作團隊對他繪製的分鏡以細心周到和可愛表現作為總評，而且在雜誌書的版權圖也可以看見。
從《機動戰艦撫子號》和《宇宙學園Stellvia》中，可以看出作品有引人注目的戀愛喜劇作品讓人留下強烈印象之表現，但事實上本人印象最深刻，畫風穩定的作品是《學園戰記無量》。正因為如此，在《宇宙學園Stellvia》播映前的專訪時表示「從前兩部作品（《撫子號》與《無量》）可以看出這是易於傳遞的一種風格」。另一方面，他也不要求所有作品的風格一致，像自身擔當原作的作品《貓湯》、《獸兵衛忍風帖》、《東京暴族2》等等不同種類的作品都有別於上一部作品的特徵及表現。2009年放映的《BASQUASH！》是佐藤久違擔任導演，兼任劇本統籌和編劇的作品。
其執導動畫原創作品中，舞台設定是在看起來就像暫緩的校園生活，劇情有許多「學生」不但像「孩子」們的群像劇一樣與「成年人」並肩成長的表現。在這裡指的意思就是說「照顧孩子的義務與責任，與那些人的互動，自己應盡的社會責任，成為一個能履行道德責任的人」的大人在佐藤的作品中，是一個高需求的角色。此外在《機動戰艦撫子號》的細節設定中，佐藤經常對外解釋，說校園的舞台設定就在撫子號艦上，學生與教師是戰艦隊員。

## 參加作品
1989年
- 搞怪刑事（日语：がきデカ）（OVA版，導演）
  - 參照#補充

1990年
- 櫻桃小丸子 (第1期)（分鏡、演出）[注 1]

1994年
- 忍者亂太郎 (第1期)（演出）
- 小紅帽恰恰（分鏡、演出）
- 莉卡娃娃：莉卡與山貓的星星之旅（日语：リカちゃん）（導演）
  - 參照#補充
  - 於劇院公開上映後，1997年第一次錄製成影碟商品進行販售。

1995年
- 伊沙米大冒險（導演、分鏡、演出）[注 2]

1996年
- 機動戰艦撫子號（導演[3]、編劇、分鏡、演出）[注 3]

1998年
- 激鋼牙3 熱血大決戰!!（原始構成、撫子號部分分鏡、監修）
- 機動戰艦撫子號 -黑暗王子-（導演、編劇、演出）

1999年
- 男女蹺蹺板（編劇）
- 天使不設防！（分鏡）
- 十兵衛 -心形眼罩的秘密-（分鏡）

2000年
- 隨風飄的月影蘭（標題、編劇）
- 地球防衛企業（分鏡）

2001年
- 學園戰記無量（日语：学園戦記ムリョウ）（原作、導演、劇本統籌、編劇）
- 貓湯（導演、構成、編劇）

2002年
- 笑園漫畫大王（分鏡）
- 阿倍野橋魔法商店街（分鏡）
- 通靈王（分鏡）

2003年
- 宇宙學園Stellvia（導演、劇本統籌、分鏡、演出）
- 獸兵衛忍風帖 龍寶玉篇（導演、分鏡）
- 鈴鐺貓娘Nyo（標題）

2004年
- 妄想代理人（分鏡）
- 十兵衛2 -西伯利亞柳生的逆襲-（分鏡）
- 醜陋美世界（編劇[4]）

2005年
- 草莓棉花糖（演出）

2006年
- 東京暴族2（日语：TOKYO TRIBE2）（導演、劇本統籌、編劇、分鏡）
- （小說）
  - 《機動戰艦撫子號 新奇+》所收（插圖：後藤圭二）

2008年
- 死後文（導演、分鏡）
- 藥師寺涼子怪奇事件簿（分鏡）

2009年
- BASQUASH！（劇本統籌、編劇）
- （小說）
  - 《YOMBAN（日语：Webコミックゲッキン）》連載（插圖：早津良太）

2012年
- 猛烈宇宙海賊（導演、劇本統籌、編劇）
- 輪迴的拉格朗日（總導演）
- 戰姬絕唱SYMPHOGEAR（標題）
- 輪迴的拉格朗日 鴨川Days（總導演）
- 輪迴的拉格朗日 season 2（總導演、分鏡）

2014年
- 猛烈宇宙海賊 ABYSS OF HYPERSPACE -亞空的深淵-（導演、編劇）
- 白銀的意志 ARGEVOLLEN（劇本統籌、編劇）
- 魔彈之王與戰姬（導演、劇本統籌、編劇）[5]

2017年
- 原子小金剛 起始（導演[6]、分鏡）
- 遊☆戲☆王VRAINS（監修）

2018年
- OVERLORD III（分鏡）

2019年
- 街角魔族（分鏡）

2020年
- 動物新世代 BNA（分鏡）

2021年
- 夢夢貓（分鏡）
- MARS RED（日语：MARS RED）（分鏡）
- 白金終局（分鏡）

2022年
- 黑之召喚士（分鏡）
- 街角魔族 2丁目（分鏡）
- 令和的鈴鐺貓娘（分鏡）

2023年
- D4DJ All Mix（分鏡）
- 勇者赫魯庫（導演[7]、分鏡）

2024年
- 多數欠（日语：多数欠）（導演、劇本統籌）

## 補充
- 與《宇宙學園Stellvia》的企劃者佐藤辰男（日语：佐藤辰男）（播映當時是Media Works社長，現職角川集團控股（日语：角川グループホールディングス）社長）是名字的日文發音相同不同人，但外傳曾把他們2人認為都是同一個人。
- 根據本人公開表明，曾經以「佐藤雄助」名義參加活動[8]。
- 從粉絲站在「製作者的角度」提示就能看出的特色有：
  - 在NHK出版的雜誌《放送文化》曾連載「佐藤龍雄之我流分鏡」為標題的聯名作品。
  - 其擔當原作、導演作品《學園戰記無量（日语：学園戦記ムリョウ）》的作品官網上，於「導演的話」依序詳細張貼公開了人物造型、世界觀設定及分鏡表的圖片。而更詳細的訊息是在作品播映9年之後的2010年才追加（作品首播是在2001年）。

## 腳註

## 外部連結
- （日語）—佐藤龍雄的官方個人部落格。
- 佐藤龍雄的X（前Twitter） （日語）